# Ellicott City
La census-designated place d’Ellicott City est le siège du comté de Howard, situé dans le Maryland, aux États-Unis. Sa population s’élevait à 65 834 habitants lors du recensement de 2010. Ellicott City n’est pas incorporée.

## Source
- (en) Cet article est partiellement ou en totalité issu de l’article de Wikipédia en anglais intitulé « Ellicott City, Maryland » (voir la liste des auteurs).